# جوزيف أوليفر
جوزيف أوليفر هو سياسي كندي، ولد في 1852 في ايرين في كندا، وتوفي في 8 يناير 1922 في تورونتو في كندا. انتخب عمدة تورونتو ‏ (1908 – 1909).